# Conflict & Catalysis: Productions & Arrangements 1966–2006
Conflict & Catalysis: Productions & Arrangements 1966–2006 je kompilační album složené ze skladeb, které produkoval nebo aranžoval John Cale. Album vydalo vydavatelství Big Beat Records 27. února 2012 a sestavili jej Mick Patrick a Neil Dell.
Nejstarší skladbou na albu je „Venus in Furs“, kterou Cale nahrál v roce 1966 jako člen skupiny The Velvet Underground. Po ní následuje původní mix skladby „I Wanna Be Your Dog“ skupiny The Stooges, jejíž první album produkoval; tento mix na původním albu The Stooges v roce 1969 nevyšel, vyšel až na jeho rozšířené verzi v roce 2005.
Jsou zde zastoupeny všechny dekády, kdy pracoval jako producent: sedmdesátá léta (Patti Smith), osmdesátá (Happy Mondays), devadesátá (Siouxsie and the Banshees) i nové tisíciletí (Alejandro Escovedo). Poslední skladbou na albu je pak „Spinning Away“, kterou napsal a nahrál společně s Brianem Eno pro jejich společné album Wrong Way Up (1990).

## Seznam skladeb
| Pořadí         | Název                                     | Autor | Interpret                  | Délka   |
| -------------- | ----------------------------------------- | --- | -------------------------- | ------- |
| 1.             | Venus in Furs                             | Lou Reed | The Velvet Underground     | 5:11    |
| 2.             | I Wanna Be Your Dog                       | Iggy Pop, Dave Alexander, Scott Asheton, Ron Asheton                                                                 | The Stooges                | 3:26    |
| 3.             | In Excelsis Deo“ / „Gloria                | Patti Smith / Van Morrison                                                                                           | Patti Smith                | 5:55    |
| 4.             | Afraid                                    | Nico | Nico                       | 3:28    |
| 5.             | Pablo Picasso                             | Jonathan Richman | The Modern Lovers          | 4:20    |
| 6.             | Who Is That Saving Me                     | Ed Tomney | Harry Toledo & The Rockets | 3:29    |
| 7.             | Re-Bop                                    | Erik Fitoussi, Jean-Pierre Charriau, Marie Girard, Patrick Vidal                                                     | Marie et les Garçons       | 2:42    |
| 8.             | Disco Clone                               | Ronald Melrose | Cristina                   | 4:12    |
| 9.             | Italian Sea                               | Ilene Rappaport | Chunky, Novi & Ernie       | 4:10    |
| 10.            | No King                                   | Christopher Blue, Evan Blackstone                                                                                    | Ventilator                 | 5:36    |
| 11.            | Sex Master                                | Chris Difford, Glenn Tilbrook                                                                                        | Squeeze                    | 2:23    |
| 12.            | Take Your Place                           | Alejandro Escovedo, Bruce Salmon, David Pulkingham, Hector Munoz, Jon Dee Graham, Mark Andes, Matt Fish, Susan Voelz | Alejandro Escovedo         | 3:12    |
| 13.            | Kuff Dam                                  | Happy Mondays | Happy Mondays              | 3:06    |
| 14.            | Runaway Child (Minors Beware)             | Ed Tomney | The Necessaries            | 2:36    |
| 15.            | Omnes Gentes Plaudite (The Drinking Song) | Katharine Blake | Mediaeval Baebes           | 3:07    |
| 16.            | Needles for Teeth                         | The Jesus Lizard | The Jesus Lizard           | 3:46    |
| 17.            | Scorch                                    | Goya Dress, Astrid Williamson                                                                                        | Goya Dress                 | 3:40    |
| 18.            | Dallas                                    | Jay Alanski, Jacques Duvall                                                                                          | Lio                        | 3:54    |
| 19.            | Tearing Apart                             | Siouxsie and the Banshees                                                                                            | Siouxsie and the Banshees  | 3:23    |
| 20.            | Spinning Away                             | John Cale, Brian Eno                                                                                                 | Eno/Cale                   | 5:27    |
| Celková délka: | Celková délka:                            | Celková délka: | Celková délka:             | 1:17:03 |